# The Pop Hits
The Pop Hits – płyta zespołu Roxette wydana 24 marca 2003. Jest to druga płyta wchodząca w skład składającego się z dwóch części zbioru hitów Roxette (pierwsza – The Ballad Hits – zawiera najpopularniejsze ballady). Składanka szybkich utworów popowych i rockowych. Oprócz przebojów nagranych w poprzednich latach pojawiło się tutaj kilka nowych piosenek.

## Lista utworów
1. Opportunity Nox*
2. The Look
3. Dressed for Success
4. Dangerous
5. Joyride
6. The Big L.
7. Church of Your Heart
8. How Do You Do!
9. Sleeping in My Car
10. Run to You
11. June Afternoon
12. Stars
13. The Centre of the Heart
14. Real Sugar
15. Little Miss Sorrow*

bonus z dodatkowej płyty (wersja limitowana):
1. Stupid**
2. Makin' Love to You*
3. Better Off On Her Own*
4. Bla Bla Bla Bla Bla (You Broke My Heart)*

* nigdy wcześniej nie wydane na żadnym albumie

** piosenka, którą w wersji solowej wykonywał Per Gessle na swoim anglojęzycznym albumie The World According To Gessle